# Kaeng Phanaeng

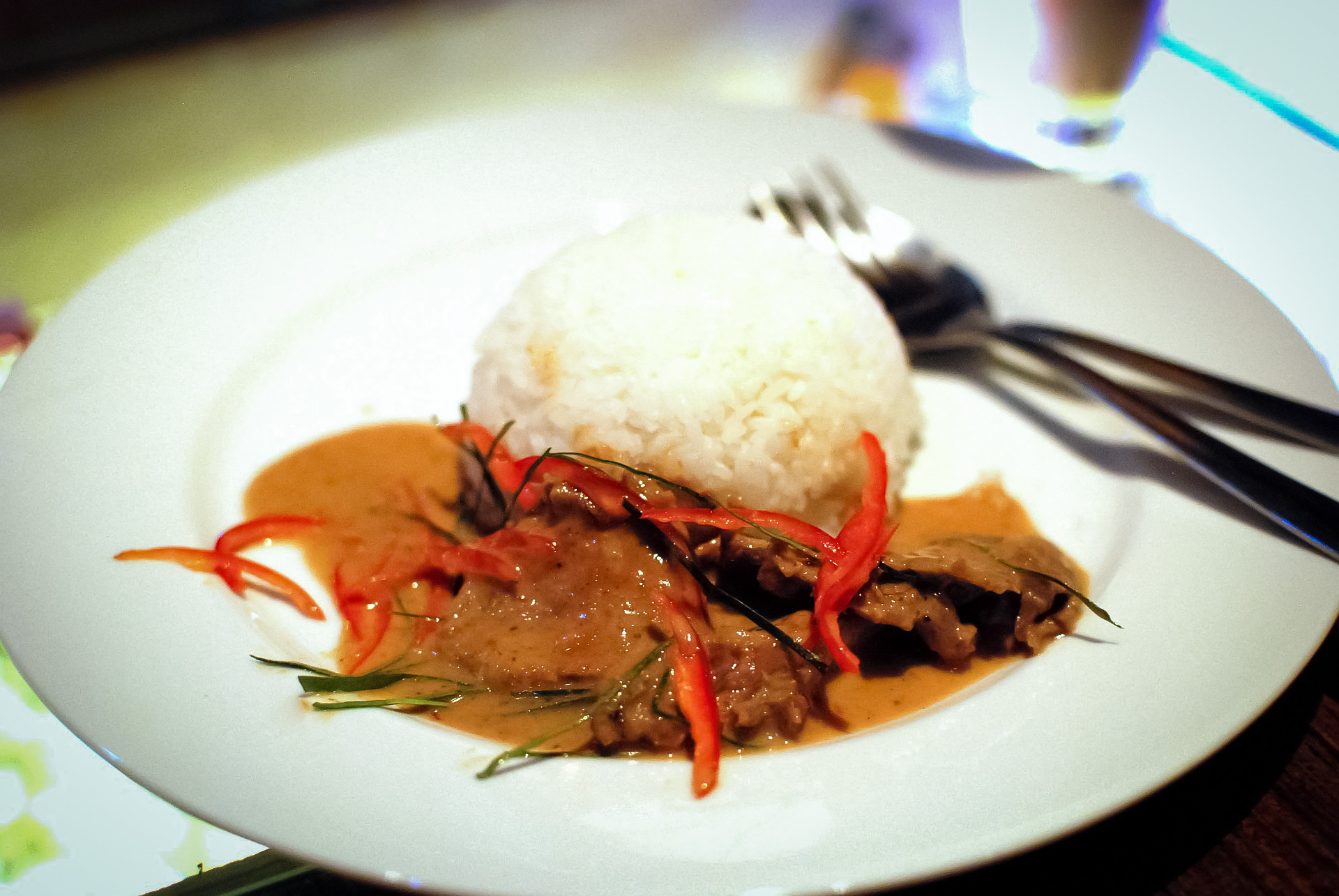
Kaeng Phanaeng mit Reis

Kaeng Phanaeng (Thai: แกงพะแนง; Aussprache: [kæŋ pʰá-næŋ], auch „Panaeng Curry“ oder „Erdnuss-Curry“) ist ein Gericht der klassischen Thai-Küche. Der Name entstammt möglicherweise einer thailändischen Adaption der englischen Aussprache für die Insel Penang in Nordwest-Malaysia. Allerdings ist die Gewürzzusammenstellung eher thailändisch als malaiisch.

## Allgemeines
Der grundlegende Unterschied zu einem indischen Curry ist zunächst, dass die Gruppe der thailändischen „Kaeng-Gerichte“ nicht aus gemahlenen Gewürzen hergestellt werden, sondern aus einer „Curry“-Paste. Weiterhin werden die Gewürze nicht wie in Indien zuerst in Fett angebraten, sondern die Paste wird – oft in Kokosmilch – gekocht.

## Die Paste
Die Kunst, ein richtiges Kaeng zuzubereiten, liegt zuerst in der Herstellung der Khrueang Kaeng (Thai: เครื่องแกง), der Paste. In jedem thailändischen Haushalt ist ein Mörser (Thai: ครก) vorhanden, der am besten aus solidem Stein hergestellt sein sollte. Hierin werden mit dem Stößel (Thai: สาก) die Zutaten so lange zerstampft, zerstoßen und zerrieben, bis sie Khao Gan (Thai: เข้ากัน – wörtl: zusammen (herein-)kommen), bis also eine aromatische, homogene, dickliche Masse entstanden ist.

## Zutaten
- Zutaten zur Khrueang Kaeng Phanaeng („Curry“-Paste):
  - getrocknete thailändische Chili (so genannte „himmelweisende Chili“, Thai: พริกชีฟ้า - Phrik Chi Fa)
  - Knoblauch (Thai: กระเทียม - Kratiam),
  - Schalotten (Thai: หัวหอม - Hua-Hom),
  - pürierte Galangawurzel (Thai: ข่า - Kha)
  - geriebene Limonen-Schale (Thai: มะกรูด - Makrut)
  - Koriander-Wurzel (Thai: รากผักชี - Rak Phak Chi)
  - grüne Pfefferkörner
  - Garnelenpaste (Thai: กะปิ - Kapi)
  - Salz

- Zutaten zur Suppe:
  - Khrueang Kaeng Phanaeng (Phanaeng-Paste)
  - Kokosmilch (Thai: กะทิ - Kathi)
  - geröstete, gemahlene Erdnüsse (Thai: ถั่วลิสง - Thua Lisong)
  - frische Chili (Phrik Chi Fa)
  - Limetten-Blätter (Thai: มะกรูด - Makrut), in etwa 1 mm breite Streifen geschnitten
  - Fischsauce (Thai: น้ำปลา - Nam Pla)
  - Thai-Basilikum (Thai: ใบโหระพา - Bai Horapha, „süßes Basilikum“)
  - Palmzucker (Thai: น้ำตาลปึก - Nam Than Puek)
  - jede beliebige Art von Fleisch oder Tofu, selten Fisch oder Krustentiere